# Mirpur Khas
Mirpur Khas (Sindhi: میرپور خاص) (en urdu: میرپور خاص‎) es una localidad de Pakistán, en la provincia de Sindh.

## Demografía
Según estimación 2010 contaba con 242887 habitantes.